# Bouvières
Bouvières – miejscowość i gmina we Francji, w regionie Owernia-Rodan-Alpy, w departamencie Drôme.
Według danych na rok 1990 gminę zamieszkiwały 184 osoby, a gęstość zaludnienia wynosiła 7 osób/km² (wśród 2880 gmin regionu Rodan-Alpy Bouvières plasuje się na 1443. miejscu pod względem liczby ludności, natomiast pod względem powierzchni na miejscu 305.).